# Janów Lubelski
Janów Lubelski (udtale: [ˈjanuf luˈbɛlskʲi]) er en by og en kommune (Gmina) i det sydøstlige Polen, i Lillepolen. Den ligger i voivodskabet Lublin (Województwo lubelskie) og har 11.308(2021) indbyggere og et areal på	14,84 km². Den er administrationsby i powiatet (amt) Janów Lubelski.
Byen har et stort hospital, bestående af et uafhængigt offentligt kompleks af sundhedsfaciliteter. Det har også flere turistattraktioner, herunder bygninger og kirker fra det 17. og 18. århundrede. Janów Lubelski er hjemsted for frifuftsmuseet Skovjernbanen Janów Lubelski
Byen ligger på kanten af Roztocze Nationalpark, ved Białka-floden. Syd for Janów ligger den store Solskaskoven. Byen ligger i skæringspunktet mellem to nationale veje: den 19. (Rzeszów – Lublin – Białystok – Grodno) og vej 74 (Hrubieszów – Zamość – Kraśnik – Kielce – Piotrków Trybunalski). Afstanden til Lublin er 70 kilometer og til Rzeszów 90 kilometer.

## Historie
Janów Lubelskis historie går tilbage til det 12. århundrede, hvor de første menneskelige bosættelser dukkede op i Sandomierzskoven. Med tiden voksede antallet af landsbyer, og der blev anlagt en trafikeret handelsvej fra Zamość til Sandomierz. I første halvdel af det 17. århundrede besluttede den lokale adelskvinde Katarzyna Zamoyska at grundlægge en by langs vejen. Den 21. juli 1640 udstedte kong Vladislav 4. Vasa et kongeligt privilegium, idet han indvilligede i at grundlægge byen Biała med Magdeburg-rettigheder. Den nye bys våbenskjold præsenterede Jomfru Maria, og til at bygge huse blev området beliggende sydvest for Biała-floden valgt. Navnet Janów dukkede op et par år senere. Det kommer fra fornavnet Jan , og mindes Jan Zamoyski, søn af Katarzyna Zamoyska. På lignende måde blev byerne Klemensów (nu et distrikt i Szczebrzeszyn) og Tomaszów Lubelski navngivet.